# Muttersholtz
Muttersholtz é uma comuna francesa na região administrativa de Grande Leste, no departamento Baixo Reno. Estende-se por uma área de 12,7 km². Em 2010 a comuna tinha 2 103 habitantes (densidade: 165,6 hab./km²).